# Saint-Germain-au-Mont-d'Or
Pour les articles homonymes, voir Saint-Germain.
Saint-Germain-au-Mont-d'Or est une commune française située dans la métropole de Lyon, en région Auvergne-Rhône-Alpes.
Ses habitants sont appelés les Saint-Germinois.

## Géographie

### Localisation
- Quincieux
- Chasselay
- Poleymieux-au-Mont-d'Or
- Curis-au-Mont-d'Or

Sur la rive gauche de la Saône :
- Neuville-sur-Saône
- Genay
- Massieux (Ain)

### Climat
Pour des articles plus généraux, voir Climat d'Auvergne-Rhône-Alpes et Climat du Rhône.
En 2010, le climat de la commune est de type climat océanique altéré, selon une étude du Centre national de la recherche scientifique s'appuyant sur une série de données couvrant la période 1971-2000. En 2020, Météo-France publie une typologie des climats de la France métropolitaine dans laquelle la commune est dans une zone de transition entre le climat semi-continental et le climat de montagne et est dans une zone de transition entre les régions climatiques « Bourgogne, vallée de la Saône » et « Nord-est du Massif Central ». 
Pour la période 1971-2000, la température annuelle moyenne est de 11,6 °C, avec une amplitude thermique annuelle de 17,9 °C. Le cumul annuel moyen de précipitations est de 802 mm, avec 9 jours de précipitations en janvier et 6,6 jours en juillet. Pour la période 1991-2020, la température moyenne annuelle observée sur la station météorologique de Météo-France la plus proche, « Pommiers », sur la commune de Pommiers à 12 km à vol d'oiseau, est de 12,6 °C et le cumul annuel moyen de précipitations est de 778,0 mm,. Pour l'avenir, les paramètres climatiques de la commune estimés pour 2050 selon différents scénarios d'émission de gaz à effet de serre sont consultables sur un site dédié publié par Météo-France en novembre 2022.

## Urbanisme

### Typologie
Au 1er janvier 2024, Saint-Germain-au-Mont-d'Or est catégorisée ceinture urbaine, selon la nouvelle grille communale de densité à sept niveaux définie par l'Insee en 2022.
Elle appartient à l'unité urbaine de Saint-Germain-au-Mont-d'Or, une agglomération intra-départementale regroupant deux  communes, dont elle est une commune de la banlieue,,. Par ailleurs la commune fait partie de l'aire d'attraction de Lyon, dont elle est une commune de la couronne,. Cette aire, qui regroupe 397 communes, est catégorisée dans les aires de 700 000 habitants ou plus (hors Paris),.

### Occupation des sols
L'occupation des sols de la commune, telle qu'elle ressort de la base de données européenne d’occupation biophysique des sols Corine Land Cover (CLC), est marquée par l'importance des territoires agricoles (58,7 % en 2018), une proportion sensiblement équivalente à celle de 1990 (58,3 %). La répartition détaillée en 2018 est la suivante : 
terres arables (22,8 %), prairies (22,2 %), zones urbanisées (18,9 %), zones agricoles hétérogènes (13,7 %), forêts (10,1 %), eaux continentales (6,8 %), zones industrielles ou commerciales et réseaux de communication (5,4 %). L'évolution de l’occupation des sols de la commune et de ses infrastructures peut être observée sur les différentes représentations cartographiques du territoire : la carte de Cassini (XVIIIe siècle), la carte d'état-major (1820-1866) et les cartes ou photos aériennes de l'IGN pour la période actuelle (1950 à aujourd'hui).

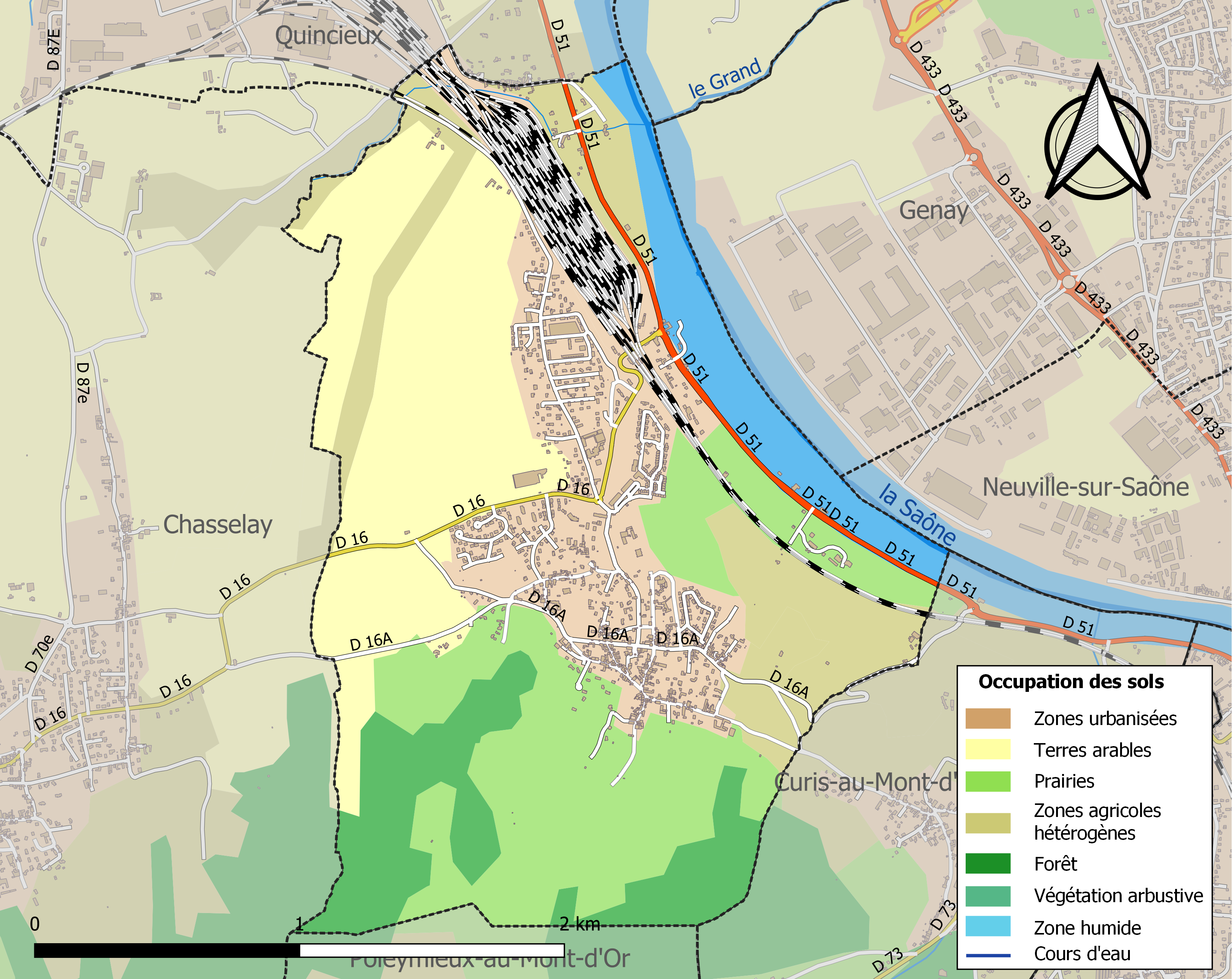
Carte des infrastructures et de l'occupation des sols de la commune en 2018 (CLC).

## Histoire

### Antiquité
Une occupation humaine est attestée dans plusieurs lieux de la commune durant l'Antiquité. Des dragages dans la Saône au niveau de Port-Maçon ont produit quelques objets de l'âge du bronze (épée de Mörigen, haches et bijoux, pointe de lance en bronze). Des découvertes antiques (armes, monnaies gauloises et romaines, sarcophages des Ier et IIe siècles), jalonnent la route entre le pont romain qui traversait la Saône en ce même lieu, dont il n'est pas déterminé s'il s'agit d'un gué ou d'un pont au nord du territoire communal, et Poleymieux-au-Mont-d'Or. Le chemin entre le quartier de Rochecardon à Lyon et la commune en « passant par les crêtes » serait également pré-romain. Enfin, l'église du village serait peut-être construire sur un castrum romain en raison de la découverte d'un sarcophage et des monnaies d'époque républicaine.

### Depuis la Révolution
Au cours de la Révolution française, la commune porte provisoirement le nom de Mont-Hydins.
Le Grand Lyon disparait le 1er janvier 2015, et laisse place à la collectivité territoriale de la métropole de Lyon. La commune quitte ainsi le département du Rhône.

## Politique et administration

### Administration municipale

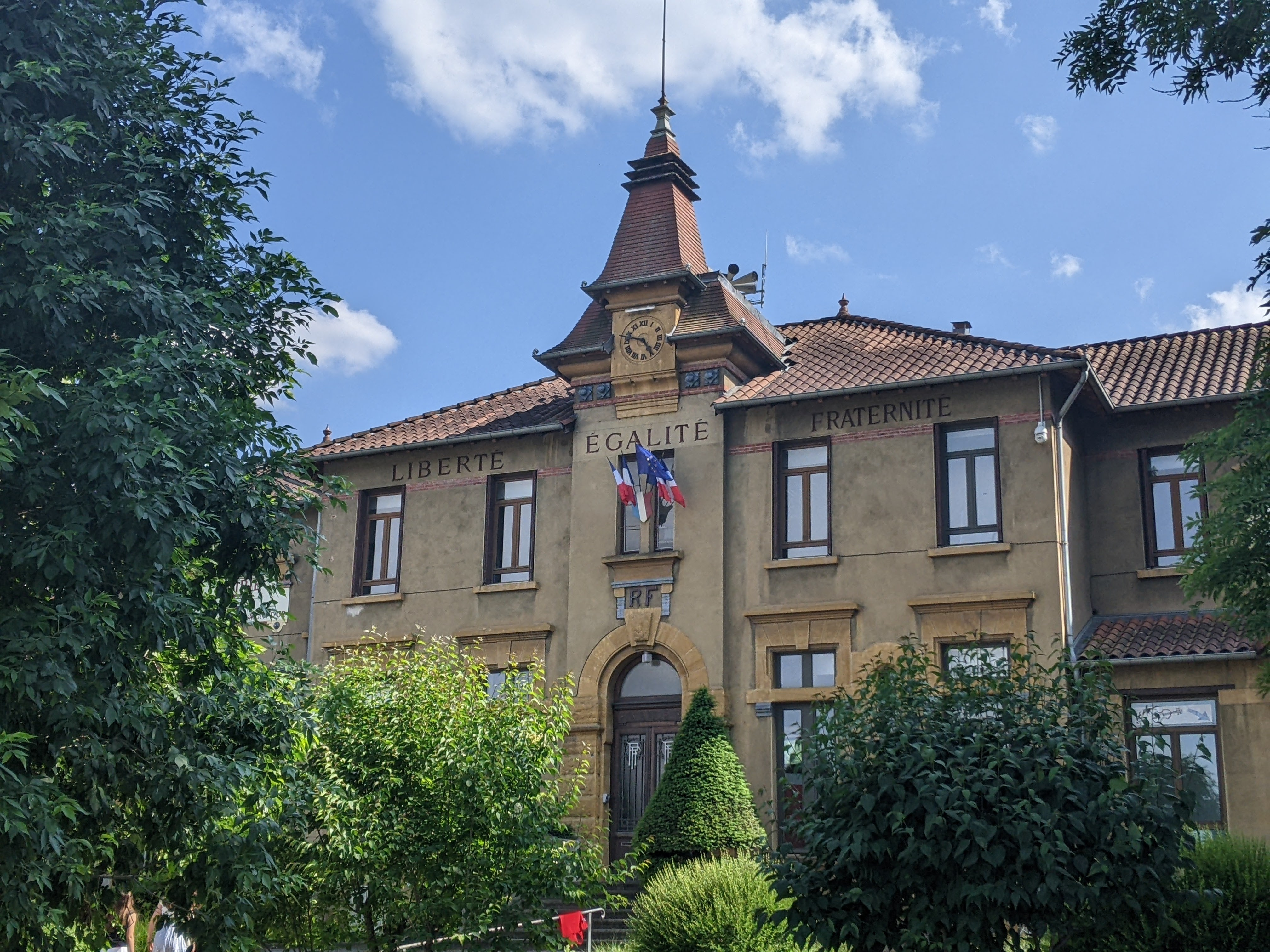
Vue de la mairie

| Période                                  | Période      | Identité                | Étiquette     | Qualité                                                                          |
| ---------------------------------------- | ------------ | ----------------------- | ------------- | -------------------------------------------------------------------------------- |
| 1959                                     | 1962 (décès) | Paul Durand (1926-1962) | SFIO          | Métallurgiste, syndicaliste CGT puis FO                                          |
| mars 1977                                | mars 1983    | Henri Cotillon          | DVD           |                                                                                  |
| mars 1983                                | mars 2001    | Andrée Bonnassieux      | DVG           |                                                                                  |
| mars 2001                                | mars 2014    | Guy David               | PS            | Retraité de l'enseignement                                                       |
| mars 2014                                | mai 2020     | Renaud George           | DVD puis LREM | Consultant puis attaché parlementaire 23e vice-président de la Métropole de Lyon |
| mai 2020                                 | En cours     | Béatrice Delorme        | EELV          | Éducatrice spécialisée en protection de l'enfance                                |
| Les données manquantes sont à compléter. |              |                         |               |                                                                                  |

### Intercommunalité
Saint-Germain-au-Mont-d'Or est membre du syndicat mixte Plaines Monts d'Or ainsi que du syndicat de communes Saône Mont d'Or.

## Population et société

### Démographie
L'évolution du nombre d'habitants est connue à travers les recensements de la population effectués dans la commune depuis 1793. Pour les communes de moins de 10 000 habitants, une enquête de recensement portant sur toute la population est réalisée tous les cinq ans, les populations de référence des années intermédiaires étant quant à elles estimées par interpolation ou extrapolation. Pour la commune, le premier recensement exhaustif entrant dans le cadre du nouveau dispositif a été réalisé en 2004.

En 2022, la commune comptait 3 037 habitants, en évolution de −3,13 % par rapport à 2016 (Rhône : +3,93 %, France hors Mayotte : +2,11 %).
| 1793 | 1800 | 1806 | 1821 | 1831 | 1836 | 1841 | 1846 | 1851 |
| ---- | ---- | ---- | ---- | ---- | ---- | ---- | ---- | ---- |
| 760  | 390  | 705  | 455  | 750  | 725  | 690  | 670  | 659  |

| 1856 | 1861 | 1866 | 1872 | 1876 | 1881 | 1886 | 1891 | 1896 |
| ---- | ---- | ---- | ---- | ---- | ---- | ---- | ---- | ---- |
| 828  | 748  | 863  | 935  | 934  | 932  | 971  | 908  | 890  |

| 1901 | 1906  | 1911 | 1921 | 1926  | 1931  | 1936  | 1946  | 1954  |
| ---- | ----- | ---- | ---- | ----- | ----- | ----- | ----- | ----- |
| 974  | 1 002 | 945  | 965  | 1 030 | 1 115 | 1 173 | 1 243 | 1 704 |

| 1962  | 1968  | 1975  | 1982  | 1990  | 1999  | 2004  | 2006  | 2009  |
| ----- | ----- | ----- | ----- | ----- | ----- | ----- | ----- | ----- |
| 1 754 | 1 971 | 2 170 | 2 129 | 2 429 | 2 385 | 2 386 | 2 430 | 2 784 |

| 2014  | 2019  | 2022  | - | - | - | - | - | - |
| ----- | ----- | ----- | - | - | - | - | - | - |
| 3 014 | 3 001 | 3 037 | - | - | - | - | - | - |

### Manifestations culturelles et festivités
Saint-Germain est un village dynamique qui organise régulièrement des manifestations culturelles diverses (tournoi de poker, Loto, concert, spectacle de fin d'année).

### Sports et loisirs
Saint-Germain-au-Mont-d'Or propose une palette de sports différents tels que le badminton, football, tennis, vélo, basket-ball, roller, danse, gym, Pilates, etc

### Enseignement
Saint-Germain-au-Mont-d'Or est située dans l'académie de Lyon.

### Santé
Sur la place du 11 novembre 1918, se trouve la pharmacie historique de Saint-Germain.

## Culture locale et patrimoine

### Lieux et monuments

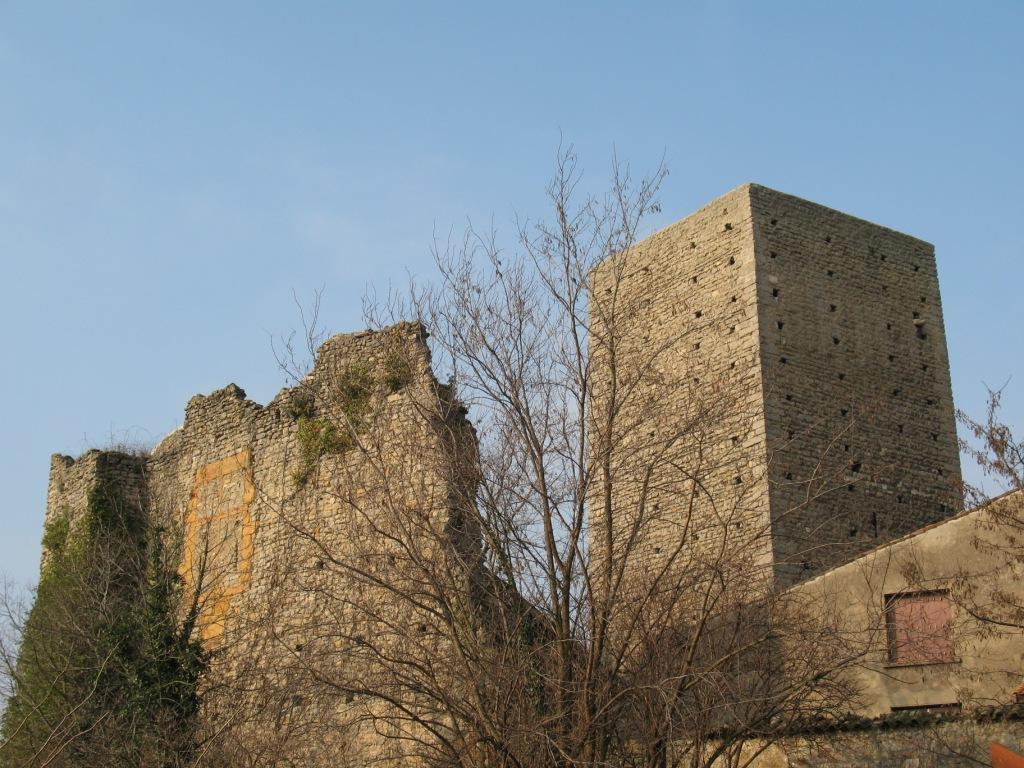
L'ancien château.

#### Architecture civile
L'ancien château du XIIe siècle, remanié au début du XIIIe siècle, possède un donjon carré classé monument historique et une muraille inscrite à l'inventaire des monuments historiques. Le donjon, à destination militaire, mesure 19,5 mètres, et comprend quatre niveaux : une basse fosse aveugle et trois étages dont les deux premiers possèdent chacun deux fenêtres ; à l'intérieur on ne trouve aucun aménagement, la circulation se faisait grâce à des échelles. Autour se trouve une enceinte. Antoine d'Ars finance des réparations, dont la porte du donjon en 1481. Il est abandonné au Moyen Âge.
Le château de la Combe date du XVIIe siècle, mais a été remanié au XIXe siècle.
Le village présente aussi de nombreuses maisons anciennes en pierres dorées.

#### Église
L'église a été construite sur la chapelle romane du château, composée du le chœur, de l'abside à voûtes d'ogives et du clocher datant du XIIe siècle. Deux chapelles et une nef ont été rajoutées au XVe siècle. La taille de la nef est doublée au XIXe siècle, grâce au cardinal de Bonald. Cette rénovation et des tableaux sont attribués à Louis Sainte-Marie Perrin.

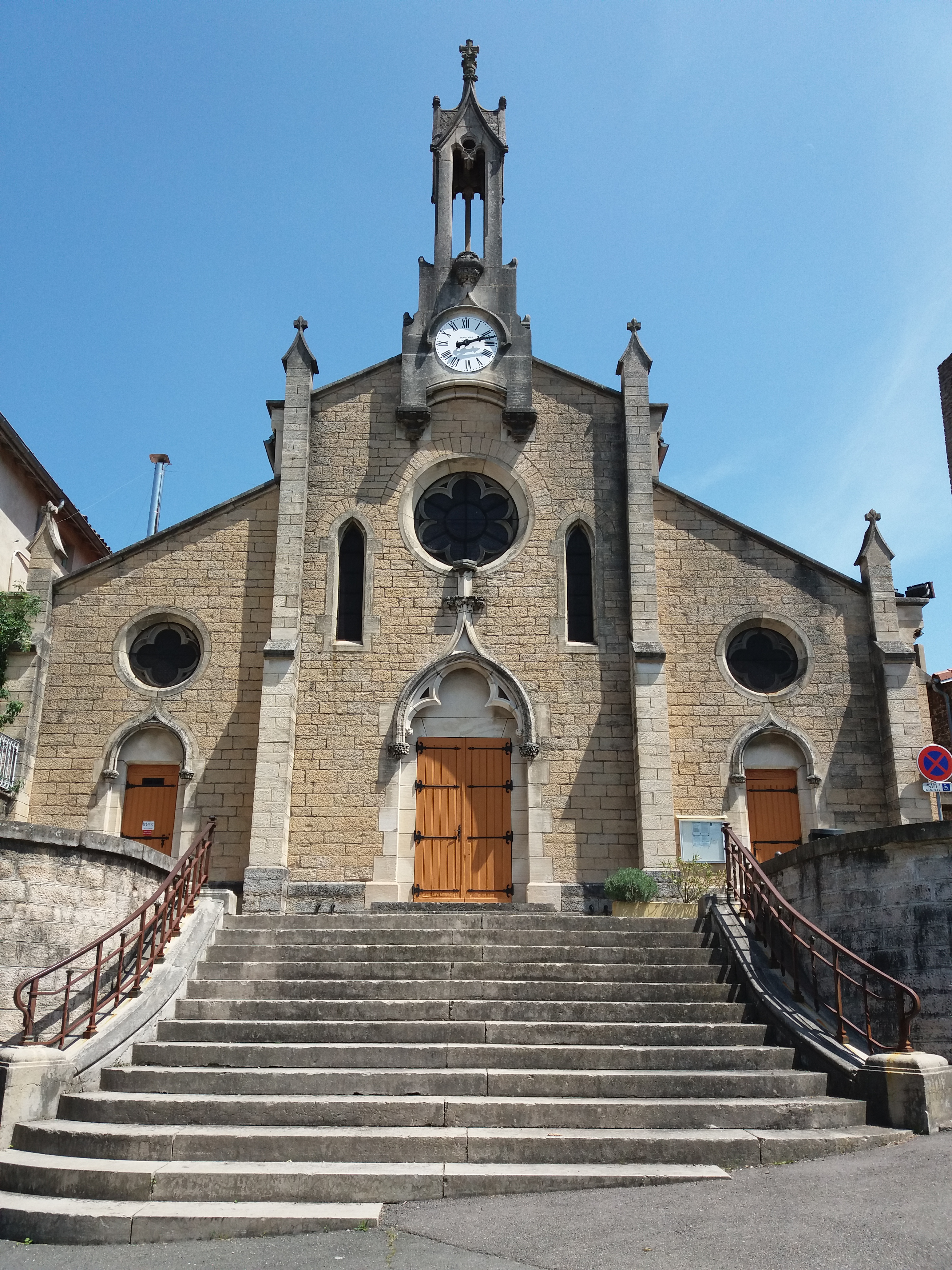
Façade
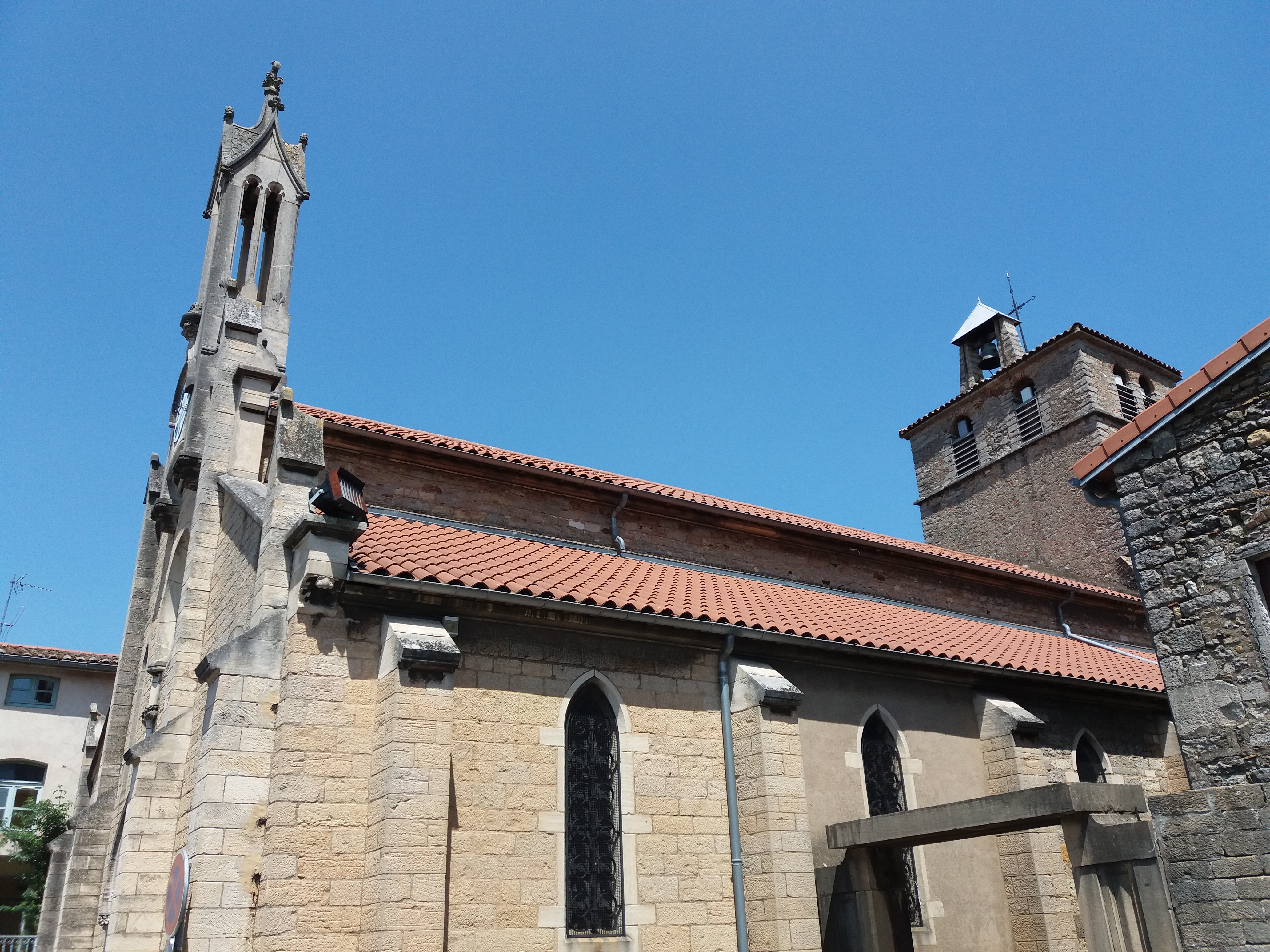
Côté sud

#### Musée
- Le musée Thimonnier-Doyen abrite une importante collection de machines à coudre du XIXe siècle, dont l'invention est due à Thimonnier en 1830.

#### Monument commémoratif
- Le cimetière militaire britannique.
- Le pré des Anglais : entre 1917 et 1919 l'armée britannique a installé dans ce pré le camp des lignes de communication no 2 ; il a hébergé jusqu'à 150 tentes et vu transiter 700 000 à 800 000 hommes.

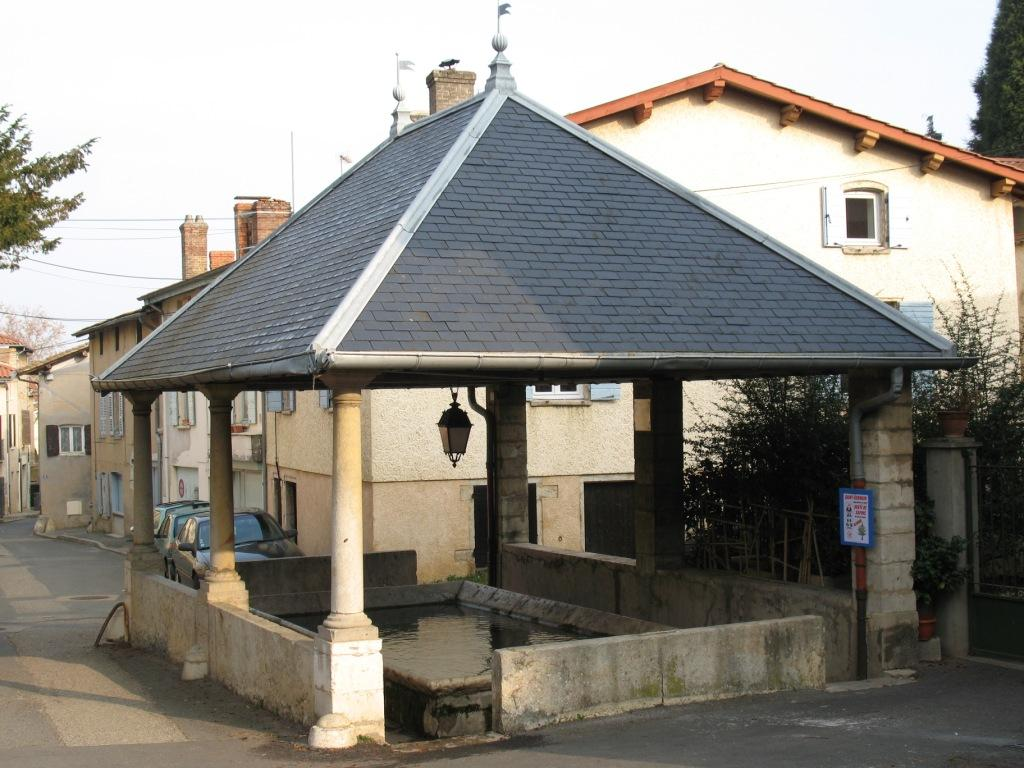
Le lavoir.

#### Sites
- Le lavoir au cœur du village : la délibération pour sa construction est initiée le dimanche 15 juillet 1781 et sa construction achevée en 1808 ; il tombe en ruine puis est reconstruit en 1851, et enfin restauré en 1981.
- Les rives de la Saône.
- Le bois du Plâtre et de la Pente.
- La vue sur la vallée, avec une table d'orientation.
- La place Julie Ampère ou place de la Bascule : créé en 1856 et nommée d'après la femme d'André-Marie Ampère, ou de la bascule publique qui a un temps été exploitée sur la place.

### Personnalités liées à la commune
- Paul Villard (1860-1934) né dans la commune le 28 septembre 1860 ;
- Alex Varenne (1939-2020), auteur de bande dessinée né dans la commune le 29 août 1939.

### Héraldique
|  | Les armes de la commune de Saint-Germain-au-Mont-d'Or se blasonnent ainsi : De gueules à une fasce d'argent chargée d'une tour du champ ouverte et ajourée d'argent et accompagnée de six merlettes d'argent, trois en chef posées en pal et trois en pointe posées en pal. |